# Voldemārs Veiss
Voldemārs Veiss (ur. 7 listopada 1899 w Rydze, zm. 16 kwietnia 1944) – łotewski wojskowy (podpułkownik), zastępca generalnego dyrektora spraw wewnętrznych w samorządzie łotewskim, a następnie dowódca 1. Ochotniczego Pułku 2. Łotewskiej Brygady Waffen-SS, całej Brygady i piechoty dywizyjnej 19. Dywizji Grenadierów SS podczas II wojny światowej

## Życiorys
W 1919 wstąpił ochotniczo do nowo formowanej armii łotewskiej, biorąc udział w walkach o niepodległość Łotwy. Podczas służby wojskowej doszedł do stopnia podpułkownika.

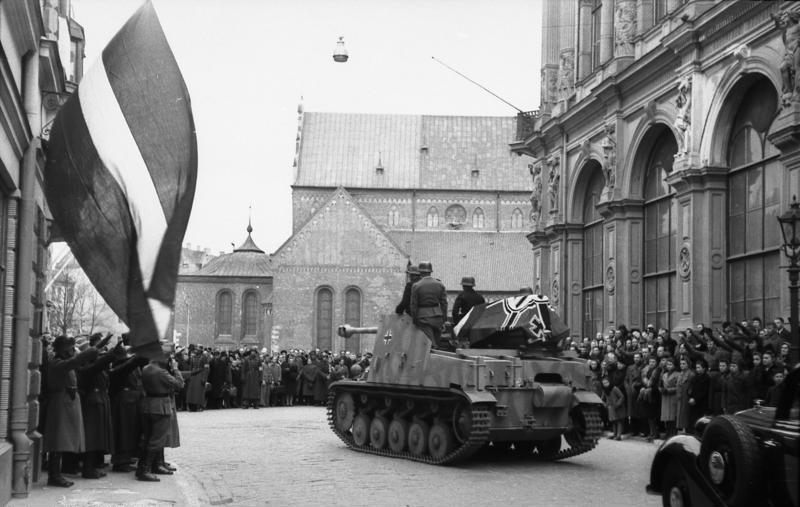
Pogrzeb Veissa w Rydze

Po zajęciu obszaru Łotwy przez wojska niemieckie w 1941 podjął kolaborację z okupantami. W lipcu stanął na czele tworzących się łotewskich sił samoobrony, ale zostały one rozwiązane przez Niemców już pod koniec tego miesiąca. W ich miejsce powstała łotewska policja pomocnicza z V. Veissem jako komendantem. Pod koniec 1941 r. objął on funkcję zastępcy generalnego dyrektora spraw wewnętrznych w samorządzie łotewskim pod przewodnictwem gen. Oskarsa Dankersa. Od końca kwietnia 1943 był dowódcą 1 Pułku w 2 Łotewskiej Brygadzie Ochotniczej SS w stopniu Legion-Obersturmbannführer der SS. We wrześniu tego roku został odznaczony Żelaznym Krzyżem 1 klasy, a w październiku awansował na Legion-Standartenführea der SS, zostając jednocześnie dowódcą piechoty brygadowej. Od stycznia 1944 r. dowodził Grupą Bojową „Veiss” (Kampfgruppe „Veiss”). Jako pierwszy Łotysz w służbie niemieckiej dostał Krzyż Rycerski Żelaznego Krzyża. W marcu tego roku został dowódcą piechoty dywizyjnej nowo sformowanej 19 Dywizji Grenadierów SS. 16 kwietnia zginął na froncie po wybuchu granatu.
Został odznaczony m.in. łotewskim Orderem Westharda IV klasy i Orderem Trzech Gwiazd V klasy oraz niemieckim Krzyżem Rycerskim Krzyża Żelaznego II klasy.
W marcu 1945 jego imieniem został nazwany 42 Pułk Grenadierów SS w 19 Dywizji Grenadierów SS.